# Shoeless Joe Jackson
Joseph Jefferson Jackson  (Pickens County, Carolina del Sur, Estados Unidos; 16 de julio de 1887 - Greenville, Carolina del Sur, Estados Unidos; 5 de diciembre de 1951), más conocido como Shoeless Joe Jackson, fue un jugador profesional de béisbol estadounidense. Jugaba en la posición de jardinero y desarrolló su carrera en los Philadelphia Athletics, Cleveland Indians y Chicago White Sox de las Grandes Ligas de Béisbol (MLB). 
Jackson está considerado como uno de los mejores bateadores de la historia. Fue campeón de la Serie Mundial en 1917 con los White Sox y ostenta el récord de promedio de bateo para un jugador novato (40,8% en 1911), además de ocupar el cuarto puesto histórico de las Grandes Ligas en esa estadística. La leyenda del béisbol Babe Ruth declaró que su técnica de bateo estaba inspirada en la de Joe Jackson.
Su carrera profesional terminó abruptamente en 1921 después de ser sancionado de por vida por su supuesta participación en el llamado Escándalo de los Medias Negras, en el que Jackson y siete compañeros suyos fueron acusados de amañar la Serie Mundial de 1919. Si bien su grado de implicación en el escándalo sigue siendo motivo de controversia, Joe Jackson figuró en la lista de permanentemente inelegibles para entrar en el Salón de la Fama del Béisbol durante más de un siglo.

## Biografía
Nacido en Pickens County, Carolina del Sur, Estados Unidos, el primero de seis hermanos y dos hermanas nacidos de George y Marta Jackson. Joe nació en una familia pobre de un pequeño pueblo del sureste, donde no tuvo acceso a la educación, permaneciendo iletrado hasta su madurez. Cuando Joe tenía seis años empezó a trabajar en el molino de Pelzer barriendo el polvo de algodón de los suelos de madera. A principios de 1901, George Jackson se mudó con su familia a la comunidad Brandon de (West Greenville) Greenville Oeste, SC. La vida fue dura para la gran familia, y como otros tantos niños de los molinos textiles, Joe fue a trabajar en el de Brandon para ayudar a su familia. No había ningún tiempo para la escuela, y Joe nunca aprendió a leer o escribir y probablemente habría pasado el resto de su vida trabajando en el molino de textiles de no haber sido por su talento para el béisbol.
A una temprana edad Joe mostró los signos de grandeza al bate en el campo de juego, y ya con trece años jugaba en el equipo de adultos del Molino Brandon (Brandon Mill). Sus amigos decían que “podrían vendarles los ojos” y todavía reconocer cuándo Joe golpeaba la pelota, porque ellos escuchaban un sonido especial. Cuando él bateaba un homerun, sus hermanos se dispersaban entre la muchedumbre pasando sus sombreros por propinas y a veces recogían hasta $25.00 por partido.
Con el equipo de Brandon llegó a ser el preferido de los aficionados, los homeruns de Joe eran llamados por los seguidores como “Especiales de los Sábados" ("Saturday Specials"), a sus líneas de hit las llamaban "Dardos Azules" ("Blue Darters"), su guante como "el lugar donde los triples van a morir", y se decía que podía lanzar la pelota a más de 400 pies de distancia. Las muchedumbres aplaudían y aclamaban cuando él venia a la caja de bateo. Algunos años más tarde, el gran Ty Cobb dijo a Joe: "Siempre que tenía la idea de que yo era un buen bateador, me detenía y al mirarte, yo sabía que podría aún mejorar algo".

## Carrera

### Ligas Menores
Shoeless Joe Jackson comenzó su carrera profesional en 1908 con los Greenville Spinners, el equipo de su localidad que jugaba en la Carolina Association. Su salario fue de 75 dólares al mes. Ese año lideró la liga en hits, carreras impulsadas y porcentaje de bateo. Su desempeño llamó la atención de los equipos de las Grandes Ligas.

### MLB

#### Philadelphia Athletics
En agosto de 1908, Jackson fue fichado por Connie Mack para los Philadelphia Athletics por 900 dólares. Hizo su debut en las Grandes Ligas el 25 de agosto de 1908 ante los Cleveland Naps. En ese partido logró un hit y una carrera impulsada. Sin embargo, Jackson no se adaptó ni a la ciudad de Filadelfia ni a sus compañeros de equipo y durante su etapa en los Athletics jugó más en los Savannah Indians de las Ligas Menores. En total, disputó diez partidos en dos temporadas con los A's.

#### Cleveland Naps/Indians
En 1910 Jackson fue traspasado a los Cleveland Naps, aunque jugó la mayor parte del año en los New Orleans Pelicans de la Southern Association. En 1911, la primera temporada completa de Jackson en la MLB, bateó con un 40,8% de promedio, el más alto alguna vez registrado por un novato en la historia.

#### Chicago White Sox
En agosto de 1915, fue negociado a los Chicago White Sox por 31,500 dólares en efectivo y tres jugadores. Los White Sox fueron en ese tiempo un talentoso equipo, ganando la Serie Mundial en 1917 y el Banderín de Liga Americana en 1919. Ellos eran los principales favoritos para vencer a Cincinnati Reds en la Serie Mundial de 1919, pero Cincinnati en última instancia obtuvo el título de forma cuestionable.
Es considerado uno de los mejores bateadores de la historia del béisbol, al punto que Babe Ruth en alguna ocasión declaró que había modelado su técnica de bateo por la de Jackson. En 1911 se convirtió en el, hasta ahora, único pelotero en batear sobre 400 de promedio de bateo en su año de novato en las Grandes Ligas. Su promedio 356 de por vida, es el tercero más alto de la historia, solo superado por Ty Cobb y Rogers Hornsby.

## El escándalo de losMedias Negras
En 1919, y luego de la inesperada derrota de los Chicago White Sox en la Serie Mundial contra los Cincinnati Reds, ocho jugadores, incluido Jackson, fueron acusados de entregar algunos juegos. En septiembre de 1920, un jurado fue convocado para una investigación. Jackson admitió bajo palabra haber participado en el arreglo de juegos y haber aceptado 5000 dólares como pago parcial por su cooperación (suma que después alegó haber tratado de devolver en dos oportunidades). De igual forma admitió haberse quejado a los demás conspiradores de no haber recibido su parte completa. Entonces el propietario del equipo, Charles Comiskey, alentó a Jackson para que admitiera estos hechos.

### ¡Di que no es así, Joe! ("Say it ain't so, Joe!")
Se cuenta que el segundo día del juicio un grupo de niños aficionados le preguntaron a Jackson si era verdad que había vendido los encuentros, pidiéndole que dijera que eso no había sido así, esta anécdota que se ha hecho popular y ha dado nombre incluso a temas musicales y libros, fue negada por el mismo Jackson y se le atribuye en la actualidad a una invención del reportero del Chicago Daily News, Charley Owens.
De cualquier forma, el jurado lo absolvió de los cargos criminales relacionados con el escándalo, aunque se ha mencionado que el mismo juicio podría haber sido arreglado, perdiéndose evidencia clave de la oficina del fiscal poco antes del juicio. Jackson fue encontrado culpable de no reportar el arreglo. 
Públicamente Jackson siempre mantuvo su inocencia e insistió hasta su muerte que dio lo mejor de si en la serie; bateando un average de .375, sacando cinco corredores de las bases y logrando treinta jugadas en el jardín izquierdo sin cometer errores durante la misma. De cualquier forma, su promedio fue peor en los juegos que su equipo perdió, totalizando una carrera de un cuadrangular en el juego 8. Permitiendo una cantidad inusual de triples hacia el jardín derecho, si bien esto pudiese atribuirse al supuesto arreglo, también es imputable a los altibajos del día a día en cada juego. 
Una jugada en particular ha sido objeto de mucho escrutinio; en el quinto inning del juego 4, con un jugador de Cincinnati en segunda, Jackson atrapó un hit y lanzó al home; testigos oculares relatan que el lanzamiento hubiese sido una jugada de out, si el lanzador Eddie Cicotte, uno de los acusados, no hubiese interferido tomando la pelota antes de que esta fuese a parar a manos del receptor. La carrera entró y Chicago perdió 2-0. Hamilton, el anotador oficial de esa serie mundial, testificó en un juicio civil posterior entre Jackson y Comiskey que el lanzamiento fue honesto y que Cicotte se abalanzó sobre la bola causando una anotación de error. Chick Gandill, otro de los líderes del arreglo, admitió en su autobiografía haberle gritado a Cicotte para que interceptara la bola.
Al día siguiente de que el jurado exonerase a los ocho jugadores de Chicago de los cargos, el nuevo Comisionado del béisbol de las Grandes Ligas, Kenesaw Mountain Landis, los expulsó a todos de por vida del deporte, incluyendo a Jackson y al comprobadamente inocente Chuck Weaver.

## Vida posterior y fallecimiento

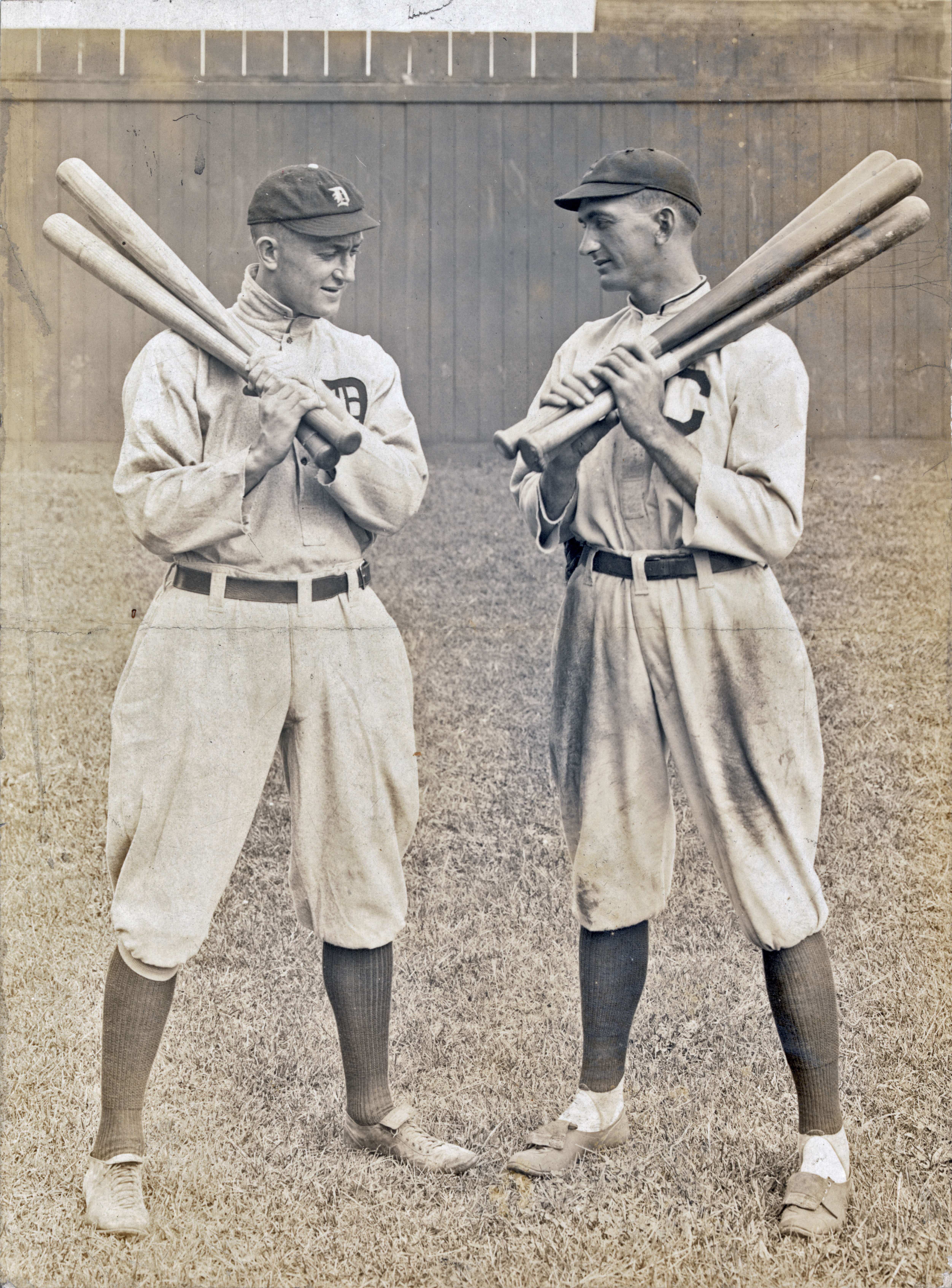
Ty Cobb y Joe Jackson (derecha) en Cleveland, 1913.

Después de su destierro del béisbol profesional, Joe y su esposa Kate se mudaron a Savannah en 1922 donde fueron propietarios de un negocio de lavandería al seco. Regresaron a Greenville, Carolina del Sur en 1932 y abrieron un restaurante en Augusta Street (la calle Augusta) y más tarde una tienda de licores en Pendleton Street, cerca de Brandon donde ambos crecieron. Durante la temporada de pelota, Joe jugó con equipos semipro en todas partes del sur, y aún con equipos en el norte. En 1941, a la edad de 53 años, Joe jugó en su primer y único juego de noche, haciendo una exhibición de bateo y pegando dos homeruns en el proceso.
En 1947, mientras trabajaba en su licorería, su antiguo adversario Ty Cobb y el escritor deportivo Grantland Rice entraron como clientes. Después de una transacción impersonal, Cobb le preguntó a Jackson; "¿No me reconoces Joe?" a lo que este respondió; "Seguro que sí Ty, pero no estaba seguro de que tú quisieras reconocerme. Muchos de ellos no lo hacen".
En sus últimos años Jackson sufrió de múltiples dolencias cardíacas y falleció en Greenville el 5 de diciembre de 1951 a los 64 años de edad. Las últimas palabras de Jackson antes de morir fueron: "Estoy por enfrentarme al más grande umpire y Él sabe que soy inocente".
Jackson sigue siendo uno de los jugadores de béisbol más queridos y publicitados de todos los tiempos. Varias películas, una Obra de Broadway, canciones, poemas, incontables libros, documentales de televisión, artículos y la Internet han convertido la Memoria de Joe Jackson en un Icono Americano.

## Apodo
En una entrevista concedida a la revista Sport en 1949, Joe Jackson afirmó que el apodo Shoeless (en español, Descalzo) tuvo su origen en un partido con los Greenville Spinners en el que jugó con un nuevo par de botas de tacos le causaron ampollas en los pies. Debido al dolor que le causaban esas ampollas, optó por quitarse el calzado. Cuando corría hacia la tercera base, un fanático del equipo contrario se percató de que no llevaba botas y le gritó «You shoeless son-of-a-gun!» («Descalzo hijo de...»). Esta fue la única vez que Jackson jugó un partido descalzo, pero el sobrenombre Shoeless Joe pasó a acompañar al jugador durante el resto de su vida.

## Estadísticas
Estadísticas de por vida en las Grandes Ligas: 
| Juegos | Turnos | Hits  | Dobles | Triples | HR | Carreras | Empujadas | BB  | SO  | Average | OBP  | Slugging |
| 1.332  | 4.981  | 1.772 | 307    | 168     | 54 | 873      | 785       | 519 | 158 | .356    | .423 | .517     |

Su promedio de .356 es el tercero más alto de la historia, su marca de .408 en 1911 es el sexto más alto del siglo XX.
A pesar de haber sido excluido del béisbol cuando posiblemente solo había cumplido los dos primeros tercios de su carrera, y a pesar de ser excluido del Salón de la Fama, en 1999 fue incluido en la lista de los 100 más grandes jugadores de todos los tiempos ocupando el número 35.

## Citas
Él es el más grande bateador natural que he visto en mi vida
Joe, tu tenías la mayor habilidad natural, el mejor swing que nunca ví
—Ty Cobb, jugador de los Detroit Tigers exaltado al Salón de la Fama, quién ostentó durante más de 50 años el récord de más hits conectados
Yo copié el estilo de batear de Joe Jackson porque pensé que era el mejor bateador que había visto nunca, el más grande bateador natural que vi en mi vida, él es el tipo que me hizo un bateador
—Babe Ruth, jugador de los Yankees, miembro del Salón de la Fama, para algunos el mejor y más famoso beisbolista de la historia.
Estoy por enfrentarme al más grande umpire y Él sabe que soy inocente.
—Shoeless Joe Jackson